# Файша
Фа́йша (кат. faixa), фаха (ісп. faja), фа́ша, фаш (фр. fâche) — елемент національного костюму в Каталонії та Окситанії, широкий пасок, який кілька разів обгортається навколо талії. Слова faixa, faja, fâche походять від лат. fascĭa («зв'язка», «обв'язка», пор. «фасція»). У XIX ст. селяни і ремісники носили такі пояси для захисту області поперека від холоду. Міщанам файші слугували відрізнювальним знаком, вони використовували пояси різних кольорів до 3 м завдовжки. Зараз файші можна побачити на національних фестивалях. Їх використовують у таких танцях і забавах:
- Сардана — як частину чоловічого вбрання
- Кастель — для цієї гри пояс завжди чорного кольору. Він слугує для захисту поперека від тиску маси людей і водночас місцем, за яке ухоплюються інші учасники гри.
- Спортивні ігри «соколів» в Каталонії. Пояси розрізняються за кольором у різних команд.

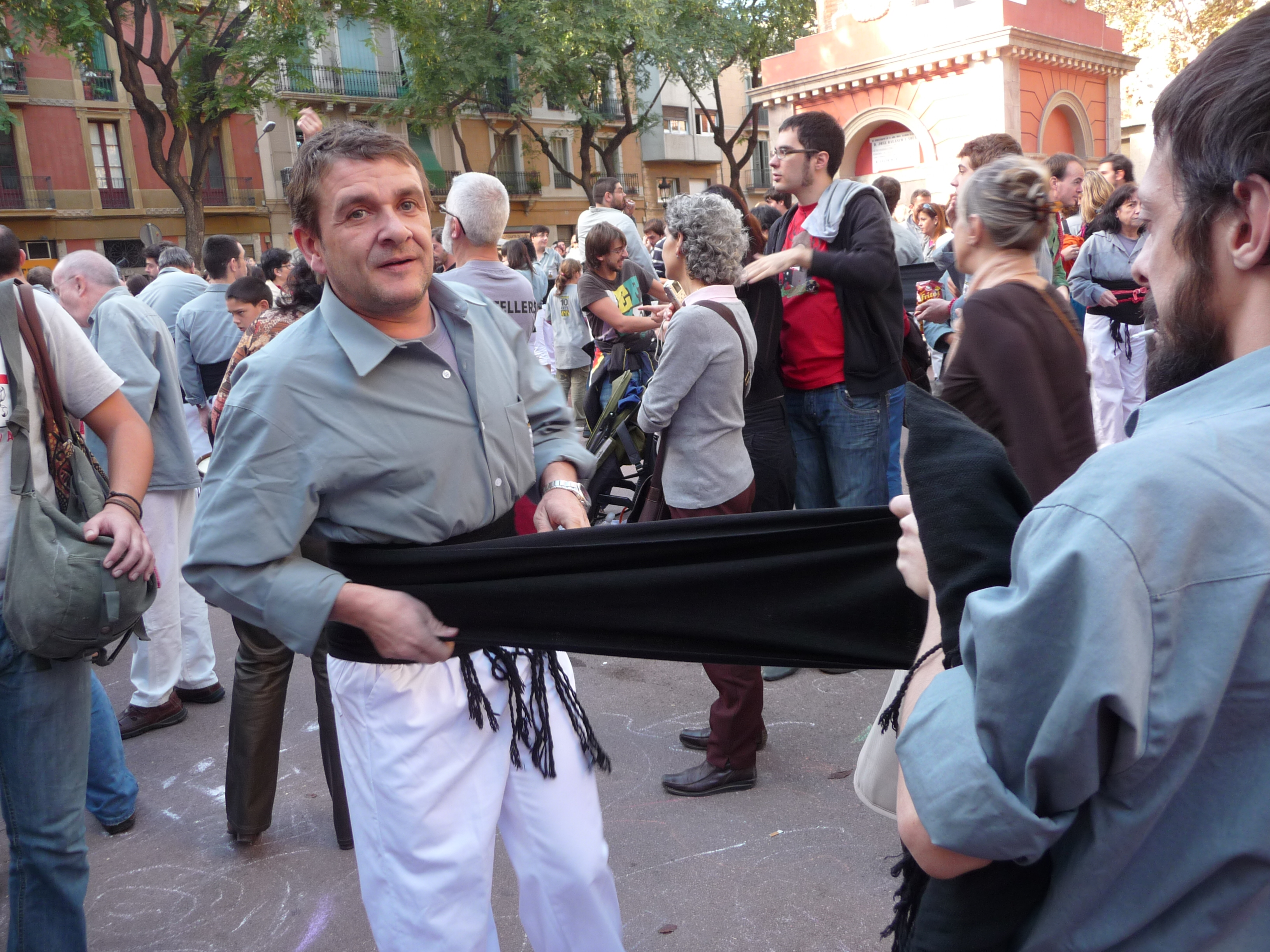
Учасник кастелю надіває файшу
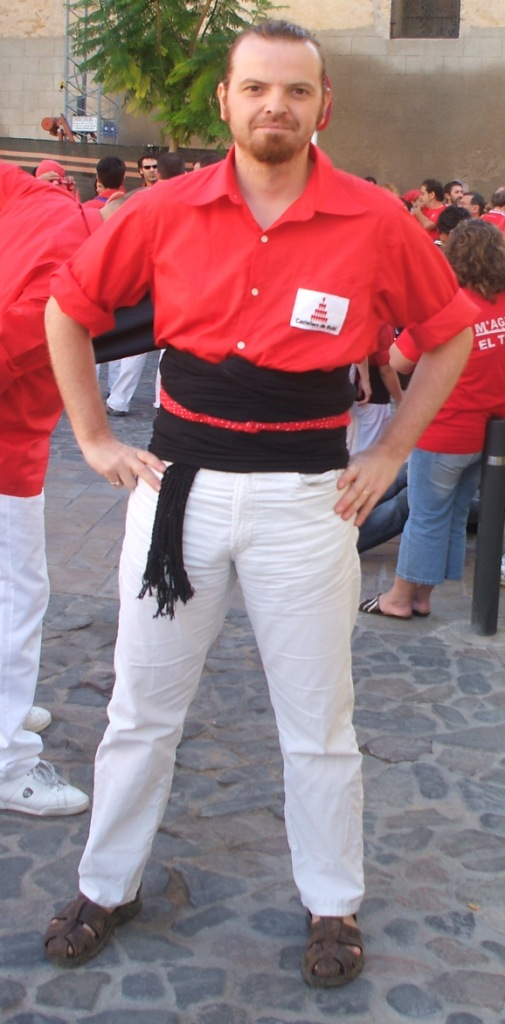
Учасник кастелю у файші
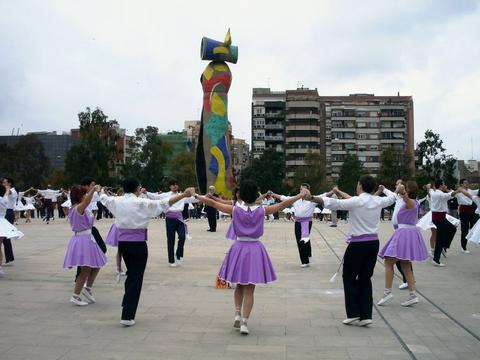
Сардана
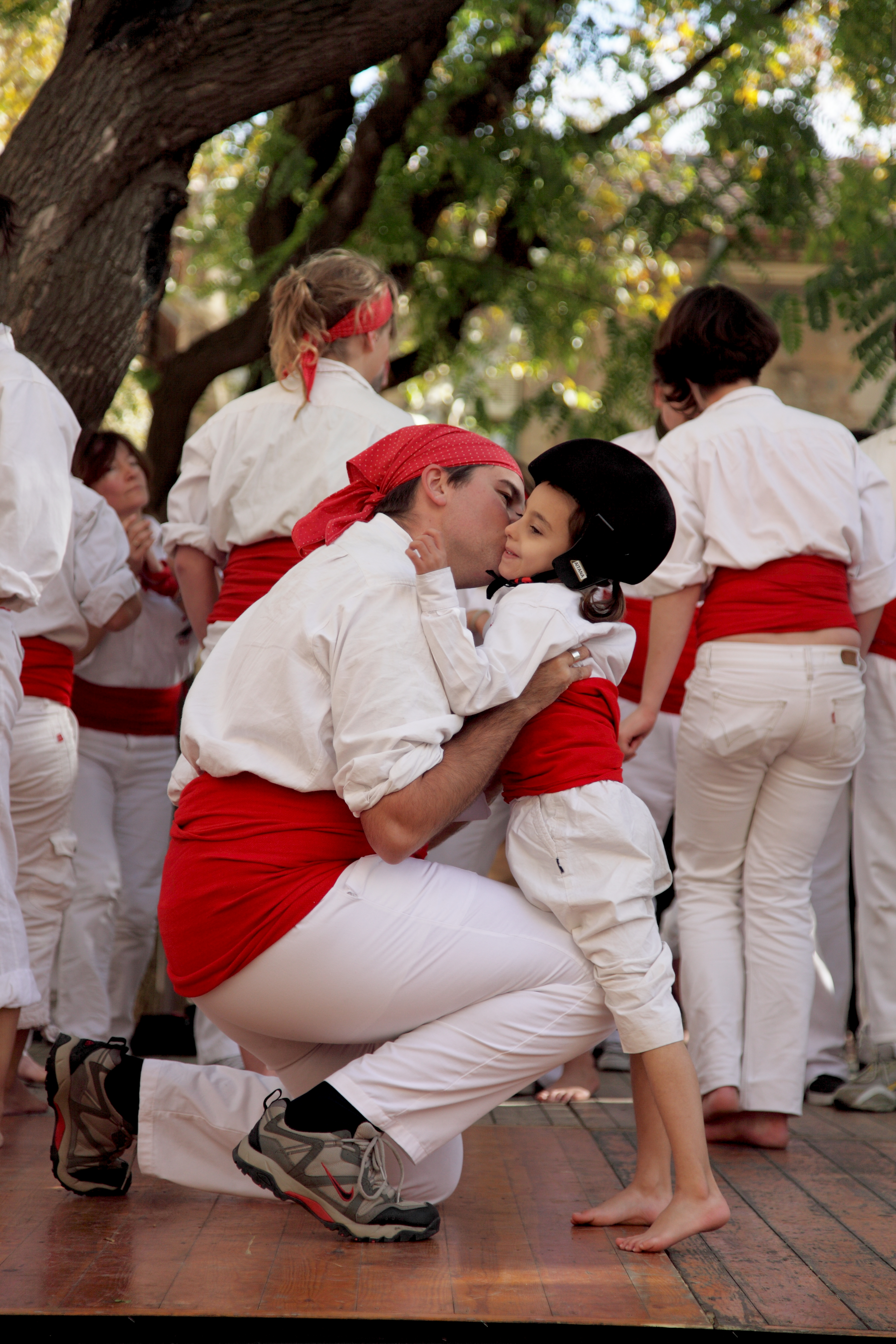
Соколи в Барселоні
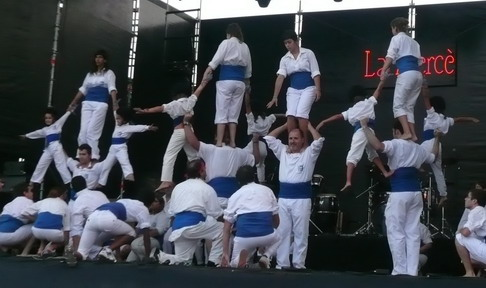
Ігри соколів